# Distretto di Huanta
Il distretto di Huanta è un distretto del Perù che appartiene geograficamente e politicamente alla provincia di Huanta nella regione di Ayacucho. È ubicato a sudest della capitale peruviana.

## Capoluogo e data di fondazione
Huanta - 22 novembre del 1905

## Sindaco (alcalde)
- 2019-2022: Renol Silbio Pichardo Ramos.
- 2007-2010: Edwin Bustios Saavedra.

## Superficie e popolazione
- 375,3 km²
- 40 600 abitanti (INEI 2005) di cui il 57% sono donne e il 43% uomini

## Distretti confinanti
Confina a est con i distretti di Ayna e Tambo; a nord con i distretti di Santillana e Sivia; a sud con i distretti di Iguaín e Huamanguilla; e a ovest con i distretti di Luricocha e Santillana.

## Festività
- maggio:
  - Festività della Croce
  - Signore della Ascensione
- agosto
  - Madonna della Assunzione